# Honke
Honke ((本家)?) est principalul menaj al unei familii japoneze. Capul unui menaj și succesorul rezidă în honke, în timp ce ramurile colaterale stabilesc una sau mai multe bunke. Relația honke-bunke se reflectă, de asemenea, în relația între întreprinderile japoneze și filialele lor.
- Koseki
- Bunke

## Sursa de traducere
Acest articol este tradus în totalitate din articolul omonim în engleză al Wikipediei.